# 沃德 (印第安納州)
沃德（英語：Ward）是位於美國印地安納州布恩縣的一個非建制地區。該地的面積和人口皆未知。

## 地理
沃德的座標為39°59′45″N 86°34′55″W / 39.99583°N 86.58194°W，而該地的平均海拔高度為280米（即919英尺）。